# それでいいよ
『それでいいよ』は、1997年3月20日に日本コロムビアから発売された中西保志の13枚目のシングル。

## 収録曲
1. それでいいよ
作詞：山田ひろし　作曲：都志見隆　編曲：富田素弘
  - キャリアスタッフ CMソング[2]
2. 君の知らない君
作詞：並河祥太　作曲：中西保志
3. それでいいよ（オリジナル・カラオケ）